# Liste der italienischen Botschafter in Oman
Liste der Leiter der italienischen Auslandsvertretung – bis 1982 Gesandter, dann Botschafter – in Maskat, Oman.
| Ernennung/Akkreditierung | Name                             | Bemerkungen            | ernannt von          | akkreditiert während der Regierung von | Posten verlassen |
| ------------------------ | -------------------------------- | ---------------------- | -------------------- | -------------------------------------- | ---------------- |
| Juni 1972                | Romano Rosetti                   | resident in Kuwait.    | Giulio Andreotti     | Qabus ibn Said                         |                  |
| Apr. 1974                | Gerardo Zampaglione              | resident in Kuwait.    | Aldo Moro            | Qabus ibn Said                         |                  |
| Mai 1977                 | Gerardo Zampaglione              | resident in Islamabad. | Giulio Andreotti     | Qabus ibn Said                         |                  |
| Nov. 1979                | Paolo Torella Romagnano          | resident in Islamabad. | Francesco Cossiga    | Qabus ibn Said                         |                  |
| Sep. 1982                | Benito Volpi                     |                        | Amintore Fanfani     | Qabus ibn Said                         |                  |
| Jan. 1988                | Francesco Sciortino              |                        | Ciriaco De Mita      | Qabus ibn Said                         |                  |
| Mai 1993                 | Sergio Emina                     |                        | Carlo Azeglio Ciampi | Qabus ibn Said                         |                  |
| Juli 1997                | Anacleto Felicani                |                        | Romano Prodi         | Qabus ibn Said                         |                  |
| Okt. 1999                | Mario Quagliotti                 |                        | Massimo D’Alema      | Qabus ibn Said                         |                  |
| März 2004                | Graziella Simbolotti de Maillard |                        | Silvio Berlusconi    | Qabus ibn Said                         |                  |
| Nov. 2007                | Cesare Capitani                  |                        | Romano Prodi         | Qabus ibn Said                         |                  |
| Okt. 2012                | Paolo Dionisi                    |                        | ?                    | Qabus ibn Said                         |                  |